# Bandiere degli Stati europei
Questa è una lista di bandiere internazionali e nazionali usate in Europa.

Mappa dell'Europa con le bandiere nazionali.

## Bandiere di Stati indipendenti
| Bandiera                        | Adozione            | Nome                                | Descrizione |
| ------------------------------- | ------------------- | ----------------------------------- | --- |
| Albania (bandiera)              | dal 1992            | Bandiera dell'Albania               | La bandiera della Repubblica d'Albania, adottata nell'aprile 1992, è rossa con un'aquila bicipite nera al centro. Deriva dal simbolo di Giorgio Castriota Scanderbeg, un albanese del XV secolo che condusse la rivolta contro l'impero ottomano riuscendo a ottenere l'indipendenza dell'Albania dal 1443 al 1478. |
| Andorra (bandiera)              | dal 1866            | Bandiera di Andorra                 | La bandiera del Principato d'Andorra, adottata nel 1866, è un tricolore blu, giallo e rosso con lo stemma di Andorra al centro. È basata sulla bandiera francese e spagnola. |
| Armenia (bandiera)              | 1918-1920; dal 1991 | Bandiera dell'Armenia               | La bandiera dell'Armenia consiste di tre bande orizzontali di uguali dimensioni. I colori sono (partendo dall'alto): rosso, blu e arancio. La bandiera era originariamente quella ufficiale utilizzata durante la breve indipendenza che seguì la prima guerra mondiale, e venne ripristinata quando l'Armenia si separò dall'Unione Sovietica, con proporzioni cambiate. In lingua armena la bandiera è spesso chiamata Yeřaguyn, "tricolore". |
| Austria (bandiera)              | dal 1230            | Bandiera dell'Austria               | Strisce rosse e bianche sono state l'emblema dell'Austria per oltre 800 anni, ed il loro primo uso sulla bandiera risale al 1191. Secondo un'antica leggenda, la bandiera deriva dalla tunica bianca indossata dal duca d'Austria che, dopo una feroce battaglia, risultò tutta rossa di sangue tranne nella zona coperta dal cinturone della spada e che al termine della battaglia fu issata come vessillo. |
| Azerbaigian (bandiera)          | dal 1918            | Bandiera dell'Azerbaigian           | Adottata il 9 novembre 1918, il blu si riferisce alle origini turche del popolo azero, il rosso al progresso e alla civiltà europea, il verde all'Islam. Al centro la mezzaluna e la stella a otto punte che rappresentano le stirpi del popolo turco. |
|                                 | dal 1831            | Bandiera del Belgio                 | La bandiera del Regno del Belgio è stata adottata ufficialmente il 23 gennaio 1831. Il nero, il giallo oro e il rosso sono i simbolici colori dello stemma del Paese; il nero rappresenta la difesa; il giallo oro rappresenta il leone ed il rosso rappresenta la lingua e le unghie del leone. La disposizione verticale delle strisce è ispirata alla Bandiera francese. La bandiera ha forma quasi quadrata, in quanto il rapporto fra altezza e larghezza è di 13 a 15. |
| Bielorussia (bandiera)          | dal 1995            | Bandiera della Bielorussia          | La bandiera della Repubblica di Bielorussia è stata ufficialmente adottata il 16 maggio 1995. I colori dominanti, il rosso e il verde, erano utilizzati già quando la regione faceva parte dell'Unione Sovietica. Il disegno intrecciato sulla sinistra utilizza invece i tradizionali colori bielorussi: il rosso e il bianco. |
| Bosnia ed Erzegovina (bandiera) | dal 1998            | Bandiera della Bosnia ed Erzegovina | La bandiera della Repubblica di Bosnia ed Erzegovina è costituita da una fascia blu verticale nel lato destro e da un triangolo rettangolo giallo adiacente alla cima della bandiera e alla fascia blu stessa. Il resto della bandiera è blu con sette stelle bianche a cinque punte e due tagliate a metà, disposte lungo l'ipotenusa del triangolo. Le tre parti in cui è divisa rappresentano le tre popolazioni della Bosnia ed Erzegovina: i Bosniaci, i Croati e i Serbi. |
| Bulgaria (bandiera)             | dal 1878            | Bandiera della Bulgaria             | La bandiera della Repubblica di Bulgaria è stata adottata nel 1877 ed è costituita da tre bande orizzontali: una bianca, una verde ed una rossa. Originariamente la banda centrale era di colore blu, ma il colore fu cambiato in verde quando la Bulgaria ottenne la sua indipendenza nel 1878. |
| Cipro (bandiera)                | dal 1960            | Bandiera di Cipro                   | La bandiera della Repubblica di Cipro è stata ufficialmente adottata il 16 agosto 1960, in essa è rappresentata l'isola in color rame: in greco infatti Kypros significa rame. I due rami di olivo incrociati, invece, simboleggiano la speranza di pace tra Turchi e Greci. |
| Rep. Ceca (bandiera)            | dal 1920            | Bandiera della Repubblica Ceca      | La prima bandiera della Cecoslovacchia era costituita da una striscia bianca su una rossa, colori araldici della Boemia. Il triangolo blu fu aggiunto alla bandiera anche per distinguerla dalla bandiera polacca, e si dice che il blu rappresenti lo Stato della Slovacchia. |
| Croazia (bandiera)              | dal 1990            | Bandiera della Croazia              | Adottata nel 1990, consiste di tre bande orizzontali eguali rossa, bianca e blu che sono state la bandiera croata fin dal 1848. Al centro v'è lo stemma della Croazia, che ha sostituito la stella a 5 punte rossa bordata di giallo presente quando la Croazia era parte della Repubblica Socialista Federale di Jugoslavia. |
| Danimarca (bandiera)            | dal 1219            | Bandiera della Danimarca            | Conosciuta come Dannebrog (Panno Danese), questa bandiera rosso sangue con una croce bianca fuori centro (una Croce scandinava) divenne un modello per le altre bandiere regionali. |
| Estonia (bandiera)              | 1918-1940; dal 1990 | Bandiera dell'Estonia               | Il blu rappresenta la fedeltà e il blu del cielo, dei mari e dei laghi; il nero è simbolo della passata oppressione e del suolo fertile; il bianco rappresenta la virtù, la neve invernale e la lunga lotta dell'Estonia per la libertà e l'indipendenza. |
| Finlandia (bandiera)            | dal 1918            | Bandiera della Finlandia            | Adottata ufficialmente il 29 maggio 1918. La croce latina blu scentrata è ripresa dalla croce scandinava, usata nelle altre bandiere nazionali scandinave. Il colore blu simboleggia il cielo finlandese e le decine di migliaia di laghi finlandesi. Il bianco rappresenta la neve invernale. |
| Francia (bandiera)              | 1794-1815; dal 1830 | Bandiera della Francia              | Ufficialmente adottata il 15 febbraio 1794. Il tricolore francese consiste in tre bande verticali nei colori nazionali: blu, bianco e rosso di eguali dimensioni. La banda blu è quella posizionata all'asta, la rossa al battente. Rosso, bianco e blu dovrebbero rappresentare Liberté, Égalité, Fraternité, gli ideali della Rivoluzione francese. Blu e rosso sono i tradizionali colori di Parigi mentre il bianco è il colore della Casa reale dei Borboni. |
| Georgia (bandiera)              | dal 2004            | Bandiera della Georgia              | Simbolo del partito nazionalista dopo la separazione dall'Unione Sovietica e adottata ufficialmente il 14 gennaio 2004, deriva dallo storico emblema delle cinque croci rosse risalente al XIV secolo. L'elemento centrale è la croce di San Giorgio, patrono della nazione. |
| Germania (bandiera)             | 1919-1933; dal 1949 | Bandiera della Germania             | Ufficialmente riadottata il 23 maggio 1949 e usata dalle due Germanie (quella della Germania Est era caricata dello stemma statale) fino alla riunificazione del 1990. Il tricolore orizzontale fu disegnato nel 1832 e i tre colori (nero, rosso e oro) furono ripresi dalle uniformi dell'esercito prussiano durante le guerre napoleoniche o forse dallo stemma del Sacro Romano Impero. |
| Grecia (bandiera)               | dal 1978            | Bandiera della Grecia               | Ufficialmente adottata nel 1822. Composta da una croce greca bianca in campo blu nell'angolo in alto a sinistra (vicino l'asta) e una combinazione di nove strisce orizzontali bianche e blu. La tonalità di blu è variata negli anni e ora è comunemente usato un blu scuro (come in figura). La croce è simbolica per la fede greca e le nove strisce rappresentano le altrettante sillabe del grido Libertà o morte! comunemente usato durante la guerra d'indipendenza greca. Si dice che il bianco stia per la purezza di quella lotta. |
| Irlanda (bandiera)              | dal 1922            | Bandiera dell'Irlanda               | Adottata ufficialmente il 21 gennaio 1919, riprende il modello del tricolore francese/italiano. La differenza è che i tre colori della bandiera irlandese simboleggiano religioni e non diritti o virtù. Il verde i cattolici, l'arancione i protestanti e il bianco l'unione fra i primi e i secondi. |
| Islanda (bandiera)              | dal 1915            | Bandiera dell'Islanda               | Adottata nel giugno del 1915 per rappresentare l'Islanda (allora sotto la Danimarca). Nel 1944 divenne la bandiera della Repubblica d'Islanda. Come le altre bandiere nordiche è basata sulla croce scandinava. È una versione a colori invertiti della bandiera norvegese. Il blu rappresenta il mare, il bianco la neve e i ghiacciai e il rosso il fuoco e la lava vulcanici. |
| Italia (bandiera)               | 1797-1861; dal 1946 | Bandiera d'Italia                   | Deriva dal tricolore francese, al quale Napoleone sostituì il blu, colore emblema della Francia, con il verde dei boschi di nocciola piemontesi da cui fu ammaliato. Fu utilizzata fino al 1861 in Lombardia, anno in cui divenne bandiera nazionale del neonato Regno d'Italia, a cui fu aggiunto lo stemma dei Savoia al centro, poi rimosso il 2 giugno 1946 dopo il referendum che vide la vittoria della repubblica sulla monarchia e la cacciata dei re |
| Kazakistan (bandiera)           | dal 1992            | Bandiera del Kazakistan             | Ufficialmente adottata il 4 giugno 1992 dopo la secessione del Kazakistan dall'Unione Sovietica. Il campo azzurro rappresenta il cielo sopra il popolo. Un'aquila della steppa dorata è rappresentata al di sotto del sole sorgente, e sulla sinistra c'è un tradizionale ornamento nazionale. |
| Lettonia (bandiera)             | 1918-1940; dal 1990 | Bandiera della Lettonia             | Il disegno fa riferimento a un'importante leggenda di un capo lettone ferito: il colore rosso scuro rappresenta il sangue che versò, il bianco la stoffa usata per fasciare le sue ferite. |
| Liechtenstein (bandiera)        | dal 1937            | Bandiera del Liechtenstein          | La bandiera del Principato del Liechtenstein consiste di due bande orizzontali blu e rossa caricate con una corona dorata. |
| Lituania (bandiera)             | 1918-1940; dal 1989 | Bandiera della Lituania             | Il giallo simboleggia i campi di frumento lituani, il verde rappresenta le foreste e il rosso il patriottismo. Collettivamente i colori rappresentano la speranza per il futuro, la libertà dall'oppressione e il coraggio del popolo lituano. |
| Lussemburgo (bandiera)          | dal 1972            | Bandiera del Lussemburgo            | La bandiera usa una combinazione di rosso, bianco e blu che risale al XIII secolo, e allo stemma del Granduca di Lussemburgo. |
| Macedonia del Nord (bandiera)   | dal 1995            | Bandiera della Macedonia del Nord   | La bandiera della Repubblica di Macedonia del Nord è formata da un sole nascente giallo con otto raggi che si estendono ai bordi del campo rosso. Rappresenta il nuovo Sole della Libertà, rievocato nell'inno nazionale macedone, Denes nad Makedonija (Oggi sulla Macedonia) |
| Malta (bandiera)                | dal 1964            | Bandiera di Malta                   | Adottata ufficialmente il 21 settembre 1964, la bandiera usa i tradizionali colori rosso e bianco che ricorda quella dei Cavalieri di Malta e che emula lo stemma del precedente Universitas di Mdina. La croce di San Giorgio (in alto a sinistra), contornata in rosso, fu aggiunta alla bandiera negli anni '40, quando re Giorgio VI d'Inghilterra la presentò agli isolani per il coraggio fuori dal comune dimostrato durante la seconda guerra mondiale. |
| Moldavia (bandiera)             | dal 1990            | Bandiera della Moldavia             | La bandiera della Moldavia fu adottata ufficialmente il 12 maggio 1990. Già parte della Romania, la bandiera della Repubblica di Moldavia riflette questa associazione, poiché i due Paesi usano le stesse tonalità di rosso, giallo e blu nelle rispettive bandiere nazionali. La principale caratteristica dello scudo centrale è un'aquila dorata che tiene una croce patriarcale nel becco. Il ramoscello di olivo rappresenta la pace. |
| Monaco (bandiera)               | dal 1881            | Bandiera del Principato di Monaco   | La bandiera del Principato di Monaco ha due bande orizzontali rossa e bianca, colori araldici della casa Grimaldi fin dal 1339. |
| Montenegro (bandiera)           | dal 2004            | Bandiera del Montenegro             | La bandiera della Repubblica del Montenegro, adottata nel luglio 2004, è un vessillo rosso con al centro lo stemma adottato nel 1993. Lo stemma deriva da quello di Nicola I del Montenegro. |
| Norvegia (bandiera)             | 1821-1844; dal 1898 | Bandiera della Norvegia             | La bandiera norvegese è composta da una croce scandinava blu bordata di bianco in campo rosso. Il braccio verticale della croce è spostato verso l'asta. Fu adottata nel 1821 e fra il 1844 e il 1898 venne aggiunto anche uno stemma d'unione (Sildensalaten) tra Norvegia e Svezia. |
| Paesi Bassi (bandiera)          | dal 1937            | Bandiera dei Paesi Bassi            | Ufficialmente adottata il 19 febbraio 1937. In un primo tempo il tricolore era arancione, bianco e blu, visto che questi erano i colori di Guglielmo d'Orange. Nel XVII secolo il rosso rimpiazzo l'arancione per una ragione pratica: la tinta arancione usata per le bandiere era chimicamente instabile e volgeva al rosso dopo l'esposizione al sole. |
| Polonia (bandiera)              | dal 1919            | Bandiera della Polonia              | Adottata ufficialmente il 1º agosto 1919, il rosso e il bianco sono stati a lungo associati con la Polonia e con il suo stemma. |
| Portogallo (bandiera)           | dal 1911            | Bandiera del Portogallo             | Adottata ufficialmente il 30 giugno 1911, il disegno simboleggia i viaggi portoghesi che resero la nazione il primo paese a tracciare le rotte per l'India, il Brasile, la Cina, il Giappone e allo stesso tempo a stabilire colonia sulle coste orientali e occidentali dell'Africa. Il verde rappresenta il re Enrico il Navigatore, un famoso esploratore portoghese. Lo scudo centrale simboleggia l'esplorazione oceanica e l'espansione dell'influenza portoghese durante il regno di Alfonso I. Il rosso richiama la rivoluzione interna dell'inizio dell'Ottocento. |
| Regno Unito (bandiera)          | dal 1801            | Bandiera del Regno Unito            | Risalente all'Atto di Unione, che unì il Regno di Gran Bretagna e il Regno d'Irlanda per formare il Regno Unito di Gran Bretagna e Irlanda, consiste della croce rossa di san Giorgio (santo patrono d'Inghilterra), contornata di bianco, con sovrapposta sulla diagonale alla croce rossa di san Patrizio (santo patrono d'Irlanda), che sono sovrapposte alla bandiera della Scozia di sant'Andrea (santo patrono della Scozia). La bandiera britannica ha forma più allungata rispetto alla media delle bandiere nazionali, in quanto il rapporto tra altezza e larghezza è di 1 a 2, mentre normalmente le bandiere nazionali hanno rapporto di 2 a 3 (salvo rare eccezioni). |
| Romania (bandiera)              | dal 1867            | Bandiera della Romania              | Un tricolore di bande verticali blu, giallo e rosso di uguale larghezza e di proporzioni totali 2:3 (altezza-larghezza). È ispirata alla bandiera francese. |
| Russia (bandiera)               | 1896-1917; dal 1991 | Bandiera della Russia               | La bandiera della Federazione Russa fu adottata ufficialmente il 22 agosto 1991. La bandiera fu issata poco dopo il collasso dell'Unione Sovietica. Il bianco, il rosso e il blu sono tutti colori panslavi. Si precisa che dal 1991 al 1993 le proporzioni e i colori (più scuri) della bandiera erano differenti. |
| San Marino (bandiera)           | dal 1862            | Bandiera di San Marino              | La bandiera della Repubblica di San Marino, adottata il 6 aprile 1862, include due bande uguali orizzontali, una bianca e un'azzurra con lo stemma nazionale sovrapposto al centro. Il rapporto tra larghezza e altezza è di 4 a 3. |
| Serbia (bandiera)               | 1882-1918; dal 2004 | Bandiera della Serbia               | La bandiera della Repubblica di Serbia consiste di tre bande orizzontali, una rossa, una blu e una bianca, con lo stemma nazionale posto alla sinistra del centro. Casualmente la disposizione dei colori è quella della bandiera russa capovolta. Bandiere con le tre bande, rossa, blu e bianca, sono state usate come bandiere nazionali della Serbia sin dal 1835. Il rosso, il blu e il bianco sono considerati colori panslavi, ma il rosso e il blu figurano anche sulle bandiere attribuite ai re della Serbia del XIII secolo. |
| Slovacchia (bandiera)           | dal 1992            | Bandiera della Slovacchia           | |
| Slovenia (bandiera)             | dal 1991            | Bandiera della Slovenia             | Adottata ufficialmente il 24 giugno 1991. Il rosso, il bianco e il blu sono presi dallo stemma della Carniola. La bandiera senza lo stemma è stata usata dal 1848 al 1945. Lo stemma sloveno mostra tre stelle dorate, simbolo dei conti di Celje. Le montagne mostrate in bianco sono rappresentative delle Alpi e del Monte Tricorno, simbolo nazionale sloveno, in particolare; le linee ondulate blu indicano l'accesso sloveno al mare. |
| Spagna (bandiera)               | dal 1981            | Bandiera della Spagna               | I colori rosso e giallo dorato furono usati per la prima volta nel tardo XVIII secolo dal re di Spagna poiché cercava di differenziare le sue navi da quelle degli altri paesi. Sono anche i colori originali degli stemmi della Castiglia, dell'Aragona e della Navarra, regioni unite nel regno da re Ferdinando e dalla regina Isabella. |
| Svezia (bandiera)               | dal 1569            | Bandiera della Svezia               | La croce scandinava è ripresa dalla bandiera danese. I colori blu e giallo vengono dallo stemma nazionale svedese. |
| Svizzera (bandiera)             | dal 1815            | Bandiera della Svizzera             | Consiste di una spessa croce greca bianca in campo rosso. È una delle uniche due bandiere quadrate (l'altra è quella del Vaticano). Deriva dalla bandiera del Canton Svitto, fatto che la fa datare almeno al 1474. |
| Turchia (bandiera)              | dal 1844            | Bandiera della Turchia              | La bandiera della Turchia consiste di una mezzaluna crescente bianca e una stella su campo rosso. La bandiera è molto simile all'ultima bandiera ottomana, adottata nel 1844. |
| Ucraina (bandiera)              | 1917-1919; dal 1991 | Bandiera dell'Ucraina               | La bandiera ucraina venne adotta il 4 settembre 1991, poco tempo dopo il collasso dell'Unione Sovietica. Fu usata in origine dalla Repubblica Popolare Ucraina, che ebbe vita breve, e la cui bandiera fu vietata a lungo dagli occupanti tedeschi e sovietici. L'azzurro simboleggia il cielo, mentre il giallo rappresenta i campi dorati di grano. |
| Ungheria (bandiera)             | dal 1848            | Bandiera dell'Ungheria              | Adottata ufficialmente nel 1848, il disegno globale è modellato sul tricolore francese. Il rosso rappresenta la forza, il verde la speranza ed il bianco la fedeltà. |
| Città del Vaticano (bandiera)   | dal 1929            | Bandiera della Città del Vaticano   | Adottata nel giugno 1929 è di forma quadrata, composta da due bande verticali gialla e bianca, sulla banda bianca porta le due chiavi di san Pietro, una dorata e l'altra argentata, incrociate assieme alla tiara papale. Riprende il disegno della bandiera dello Stato della Chiesa. È una delle uniche due bandiere nazionali quadrate del mondo (l'altra è quella svizzera). |

## Bandiere di Stati dipendenti o non autonomi
| Bandiera                | Adozione | Nome                                     | Descrizione |
| ----------------------- | -------- | ---------------------------------------- | --- |
| Isole Åland (bandiera)  | dal 1954 | Bandiera delle Isole Åland (Finlandia)   | Utilizzata per la prima volta a Mariehamn il 3 aprile 1954, la bandiera riprende la croce gialla in campo blu della bandiera svedese, all'interno della quale è inserita una croce rossa, che riprende il colore dello stemma della Finlandia. |
| Fær Øer (bandiera)      | dal 1940 | Bandiera delle Fær Øer (Danimarca)       | Croce scandinava rossa bordata di azzurro su campo bianco, secondo la tradizione i colori indicano il bianco delle acque ghiacciate dei mari, il blu del cielo e il rosso del sangue versato per l'indipendenza. Il 25 aprile 1940, giorno in cui il governo d'occupazione britannico la approvò come vessillo navale, è ancora celebrato come Flaggdagur ("giorno della bandiera"). |
| Gibilterra (bandiera)   | dal 1502 | Bandiera di Gibilterra (Regno Unito)     | Ufficializzata nel 1982, contiene gli elementi dell'armoriale che la regina Isabella di Castiglia concesse alla città il 10 luglio 1502. Al centro della banda bianca è raffigurato un castello rosso con tre torri; appesa al cancello del castello vi è una chiave dorata che appare al centro della banda rossa.                                                                  |
| Guernsey (bandiera)     | dal 1985 | Bandiera di Guernsey (Regno Unito)       | Consiste in una croce di san Giorgio al cui interno è disegnata un'altra croce di colore dorata. |
| Jersey (bandiera)       | dal 1979 | Bandiera di Jersey (Regno Unito)         | Consiste in croce decussata rossa in campo bianco: nel quadrante superiore è presente lo stemma di Jersey (tre leopardi d'oro in campo rosso) sormontato dalla corona dei Plantageneti. |
| Isola di Man (bandiera) | dal 1931 | Bandiera dell'Isola di Man (Regno Unito) | È di colore rosso con una triscele collocata in posizione centrale. |

## Bandiere di Stati contesi e non riconosciuti
| Bandiera                  | Adozione | Nome                          | Descrizione |
| ------------------------- | -------- | ----------------------------- | --- |
| Abcasia (bandiera)        | dal 1992 | Bandiera dell'Abcasia         | La bandiera dell'Abcasia è composta da sette bande orizzontali verdi e bianche. In alto a sinistra vi è uno sfondo rosso e al centro una mano bianca aperta che rappresenta la nazione abcasa e con sopra sette stelle bianche che formano un semicerchio.                                      |
|                           | dal 1992 | Bandiera dell'Artsakh         | La bandiera dell'Artsakh è basata sulla bandiera dell'Armenia ed è composta da tre fasce orizzontali di colore rosso, blu e arancione, con l'aggiunta di un disegno bianco che vuole richiamare sia i tipici disegni dei tappeti locali che la rappresentazione della separazione dall'Armenia. |
| Cipro del Nord (bandiera) | dal 1984 | Bandiera di Cipro del Nord    | Adottata il 7 marzo 1984, è basata sulla bandiera della Turchia e riporta la mezzaluna e la stella rossa, i simboli dell'Islam. Il fondo bianco, invece, ricorda la bandiera di Cipro. |
| Kosovo (bandiera)         | dal 2008 | Bandiera del Kosovo           | La bandiera della Repubblica del Kosovo consiste nella rappresentazione dello Stato in giallo su campo blu, sormontata da sei stelle bianche. |
|                           | dal 1992 | Bandiera dell'Ossezia del Sud | La bandiera dell'Ossezia del Sud è un tricolore a bande orizzontali di colore bianco rosso e giallo. È quasi identica a quella dell'Ossezia Settentrionale-Alania. |
| Transnistria (bandiera)   | dal 2000 | Bandiera della Transnistria   | La bandiera della Repubblica Moldava di Transnistria consiste di tre bande orizzontali (rosso-verde-rosso) con una falce e martello dorata nell'angolo in alto a sinistra. |